# Platyhypnidium grolleanum
Platyhypnidium grolleanum är en bladmossart som beskrevs av Ryszard Ochyra och Bednarek-ochyra 1999. Platyhypnidium grolleanum ingår i släktet Platyhypnidium och familjen Brachytheciaceae. Inga underarter finns listade i Catalogue of Life.